# Les Amants de Villa Borghese
Pour plus de détails, voir Fiche technique et Distribution.
Les Amants de Villa Borghese (Villa Borghese) est un film franco-italien, en six tableaux, réalisé par Gianni Franciolini, sorti en Italie en 1953.

## Synopsis
Le film est composé de six épisodes, qui se déroulent successivement, de tôt le matin à tard dans la soirée, dans différents lieux de la villa Borghèse, au cours d’une belle journée de fin de printemps.

### Domestiques et militaires

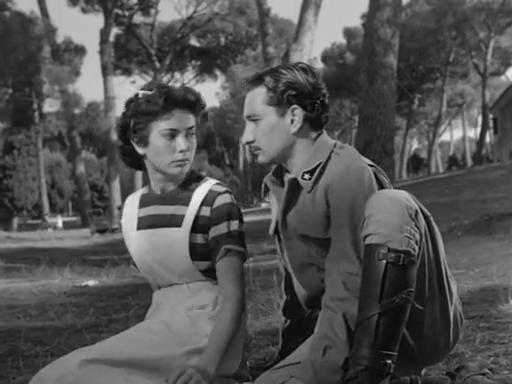
Giulia Rubini et Luigi Russo.

Tôt le matin. Un groupe de domestiques vénitiennes, des gouvernantes, se retrouve sur la Piazza di Siena, où elles emmènent les enfants dont elles ont la garde jouer. L’une d’elles, Lidia, rejoint le groupe et explique qu’elle a tenté de se suicider à la suite d’une déception amoureuse de la part d’un militaire ; une autre, Marietta (interprétée par Giulia Rubini), affirme qu’elle n’hésiterait pas à le faire si ça lui arrivait : or, elle fréquente un soldat napolitain (Luigi Russo), qui vient pour l’inviter à se revoir le soir dans le parc. Après avoir refusé dédaigneusement l’offre, elle voit le soldat courtiser une nounou suédoise (Barbara Man) : elle choisit de quitter les lieux. Ses amies se mettent alors à la chercher avec inquiétude, pensant qu’elle peut être jetée du haut du mur Torto ; mais on la retrouve en train d’assister paisiblement à un spectacle de marionnettes.

### Pi-greco

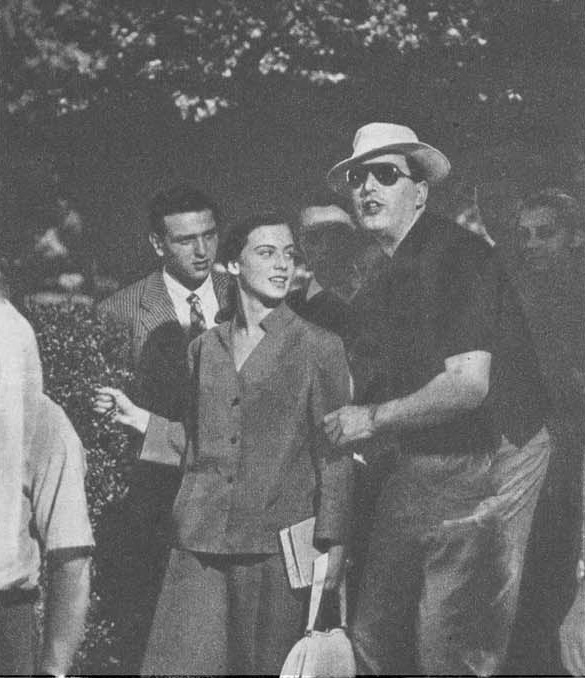
Anna Maria Ferrero et le réalisateur Gianni Franciolini pendant le tournage.

Fin de matinée. Des lycéens en lettres classiques ont inventé un stratagème pour échapper à un échec presque certain. L’une de ceux-ci, Anna Maria (Anna Maria Ferrero), a fixé un rendez-vous au professeur de grec (François Périer) à la fontaine des Hippocampes ; elle doit simuler une passion pour son professeur et l’embrasser soudainement, pour que ses collègues puissent photographier secrètement le baiser. Ensuite, la photo sera utilisée pour faire chanter l’enseignant et obtenir un passage en classe supérieure. Le professeur se présente et raconte à Anna Maria sa triste histoire : après la fin de l’année scolaire, il devra quitter l’enseignement parce qu’il perd la vue. L’étudiante, émue, l’embrasse, mais en même temps, elle s’assure de couvrir son visage pour que la photo destinée au chantage ne puisse être prise.

### Incident à la villa Borghèse

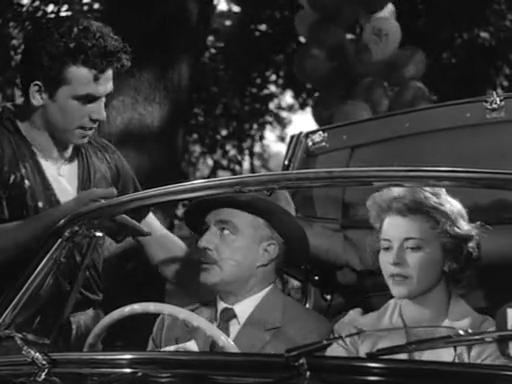
De droite à gauche, Giovanna Ralli, Vittorio De Sica et Maurizio Arena.

Le midi. Cavazzuti (Vittorio De Sica), avocat d’un certain âge, courtise depuis un certain temps une fille modeste, Virginia (Giovanna Ralli) : il a pris rendez-vous avec elle au Pincio. Mais le petit ami (Maurizio Arena) de Virginia, brutal et violent, apparaît, insulte et menace l’avocat ainsi que la jeune femme. Rapidement, la mère de la jeune femme (Clara Crispo) arrive également, tout aussi en colère. Virginia prétend alors aimer l’homme mûr, puis avoue qu’elle ne s’intéresse pas à lui et a seulement voulu rendre son fiancé jaloux. L’altercation cesse à l’apparition du vigile Scardaci (Aldo Giuffré), qui, ayant des relations communes avec l’avocat, souhaite exploiter l’incident à des fins personnelles : le vigile éloigne alors brusquement Virginia, son petit ami et sa mère.

### L’entremetteur

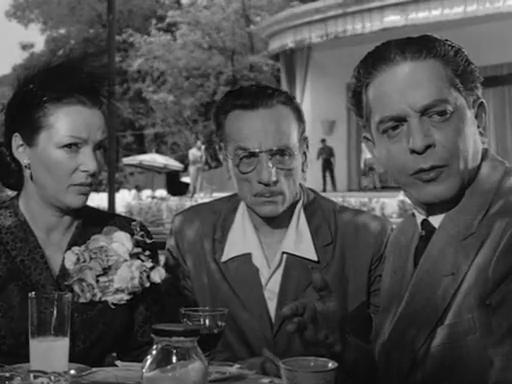
De gauche à droite, Leda Gloria, Eduardo De Filippo et Enzo Turco.

Début d’après-midi. Les époux Ventrella (Eduardo De Filippo et Leda Gloria) et leur fille de 20 ans Fanny (Margherita Autuori) arrivent à Rome de Velletri, ayant pris rendez-vous avec un entremetteur de mariage (Enzo Turco) qui devrait leur présenter un jeune homme intéressé par Fanny : ils ont recours à cette méthode car la jeune femme est jolie et agréable, mais est infirme. L’entremetteur arrive accompagné de Beniamino (Dino Curcio (it)), le jeune élu, et de son oncle (Guglielmo Inglese). Fanny est d’abord humiliée par la situation et agacée par la logorrhée de l’entremetteur, mais en conversant avec Beniamino, elle découvre sa gentillesse et sa sensibilité et finit par accepter l’idée de l’épouser. 

### Les amants

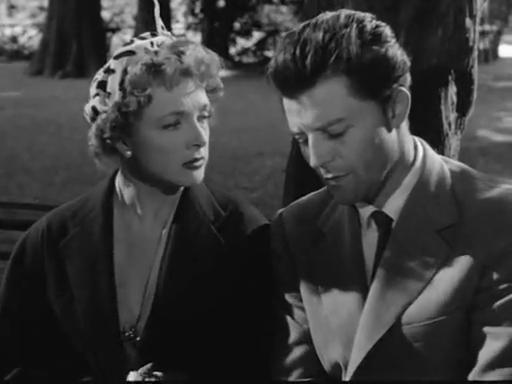
Micheline Presle et Gérard Philipe.

L’après-midi. Valeria (Micheline Presle), élégante dame bourgeoise, accompagne ses enfants au parc et les confie à la gouvernante pour une balade en bateau sur l’étang. En fait, c’est un prétexte pour voir Carlo (Gérard Philipe), son amant depuis trois ans. Au cours de la rencontre, elle apparaît fière et passionnée ; lui, est détaché et ironique ; Valeria affirme, pour provoquer sa jalousie, qu’elle ne l’aime plus, mais en réalité c’est Carlo qui a l’intention de rompre leur relation, car il envisage de se marier. Leur séparation semble bien se passer : Carlo s’éloigne, tandis que Valeria, en larmes, attend le retour des enfants.

### Concours de beauté

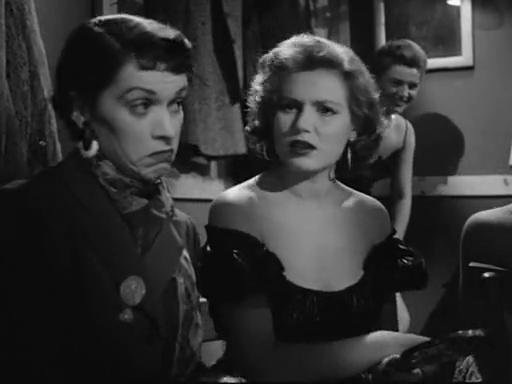
Franca Valeri et Eloisa Cianni.

Le soir. Parmi les prostituées qui travaillent dans le parc, Antonietta (Eloisa Cianni), jeune et plantureuse, et Elvira (Franca Valeri), plus mûre et moins appréciée par les clients, ne cessent de se disputer. Lors d’un contrôle de police, les deux femmes s’accordent pour s’enfuir ensemble : aucune d’elles n’est en règle et Antonietta n’est même pas résidente à Rome. Elles choisissent alors de pénétrer dans les coulisses d’un concours de Miss Cinéma : Antoinette se faufile parmi les participantes, tandis qu’Elvira essaie de se faire passer pour une journaliste. La première, grâce à ses qualités physiques, gagne le concours et obtient la protection du président du jury, la seconde finit entre les mains des policiers.

## Fiche technique
- Titre français : Les Amants de Villa Borghese
- Titre original : Villa Borghese
- Réalisation : Gianni Franciolini
- Photographie : Mario Bava
- Montage : Adriana Novelli
- Musique : Mario Nascimbene, dirigée par Franco Ferrara. Musique additionnelle : C'est si bon d'Henri Betti (1947).
- Production : Cine Produzione Astoria (Rome), Productions Sigma-Vog (Paris)
- Producteurs : Giorgio Agliani, Jean-Pierre Frogerais
- Pays de production :  Italie,  France
- Genre : Comédie dramatique
- Durée : 98 minutes
- Dates de sortie :
  - Italie : 18 décembre 1953
  - France : 17 mai 1954
  - Belgique : 11 février 1955
- Affiche : Boris Grinsson (France)

## Distribution

### Épisode I
- Giulia Rubini (VF : Marcelle Lajeunesse) : Marietta
- Luigi Russo (VF : Jacques Dynam) : Tonino, l’amoureux de Marietta
- Antonio Cifariello (VF : Michel François) : le marin

### Épisode II
- François Périer : le professeur de grec classique
- Anna Maria Ferrero : Anna Maria, l'étudiante
- Mario Girotti (VF : Michel François) : l'ami d’Anna Maria
- Franco Migliacci : l’ami d’Anna Maria avec l’appareil photo

### Épisode III
- Vittorio De Sica (VF : Claude Péran) : Arturo Cavazzutti, l’avocat séducteur
- Giovanna Ralli (VF : Rolande Forest) : Virginia
- Maurizio Arena (VF : Jacques Thébault) : le fiancé de Virginia
- Aldo Giuffré : Attilio Scardaci, le vigile

### Épisode IV
- Eduardo De Filippo (VF : Jacques Berlioz) : Donato Ventrella, le père qui cherche à marier sa fille handicapée
- Leda Gloria (VF : Hélène Tossy) : madame Ventrella
- Margherita Autuori : Fanny Ventrella, leur fille
- Dino Curcio (it) : Beniamino
- Enzo Turco : l’entremetteur
- Guglielmo Inglese : l’oncle de Beniamino

### Épisode V
- Micheline Presle : Valeria Valenzano, une bourgeoise mère de famille
- Gérard Philipe : Carlo, l'amant de Valeria

### Épisode VI
- Eloisa Cianni : Antonietta
- Franca Valeri  (VF : Jacqueline Ferrière) : Elvira
- Enrico Viarisio  (VF : Camille Guérini) : l’ingénieur, client d’Elvira
- Alberto Bonucci : le présentateur du concours
- Anna Maria Bugliari : elle-même, miss Italie
- Vittorio Caprioli : le commissaire de la brigade des mœurs
- Marcella Mariani : Marcella
- Germana Paolieri (it)  : Gemma
- Mario Passante (it) (VF : Emile Duard) : Mocchetti, le commandeur
- Gina Rovere (non créditée) : une candidate au concours de beauté
- Rossana Galli (it) : une autre candidate